# Paul Fauchey
Paul Fauchey, né le 18 mars 1858 à Paris, ville où il est mort le 14 novembre 1936 à l'Hôpital Notre-Dame de Bon Secours dans le 14e arrondissement, est un organiste, pianiste et compositeur français.

## Biographie
Élève de Camille Saint-Saëns, Jules Massenet et Théodore Dubois, il obtient un Premier Prix d'harmonie au Conservatoire de Paris.
Maître de chapelle de St-Thomas d'Aquin, il devient titulaire de l’orgue à  Saint-Roch en 1880, puis de  Saint-Thomas-d’Aquin de 1890 à 1896. 
Il sera professeur d'harmonie au Conservatoire de Paris, chef du chant et chef des chœurs à la Société des Concerts du Conservatoire, au Théâtre-Lyrique et à l'Opéra-Comique.
Il dirigera son propre orchestre de variétés qui accompagnera les films projetés au Théâtre du cinématographe Pathé, 5 boulevard Montmartre.
Il fait partie des Compositeurs de musique festive de danses de Paris au XIXe siècle et est considéré comme un des Maîtres contemporains de l'orgue.

## Œuvres
- 1889 : La tour de Babel, opéra-bouffe en 3 actes de Pierre Elzéar et Auguste Paër.
- 1896 : Messe solennelle dite « des Saints », pour soliste, chœur et orgue
- 1897 : La Carmagnole, spectacle en trois actes de MM. Louis-Robert d'Hurcourt, Jacques Lemaire et Henry Dursay.
- 1906 : Le Nègre, opérette en 3 actes de Fernand Beissier (Novello).
- 1911 : Fantaisie en forme d’offertoire, pour orgue ou harmonium, in les Maîtres contemporains de l'orgue, vol. 1.
- 1912 : Ni veuve, ni Joyeuse, livret d’Althéry et Paul Gordeaux (Novello).
- 1917 : Bertrand Du Guesclin, ouverture dramatique (Salabert).
- 1918 : Misterioso dramatico
- 1920 : Drusus, grande ouverture
- 1921 : Méditation symphonique
- 1921 : Trois pièces en forme de fantaisie-ouverture
- 1921 ? : Suite classique ancienne (éditions Salabert pour quatuor, 1921).
- 1922 : Turenne, ouverture militaire
- 1926 : Chacha, opérette en 3 actes (Georges Léglise) (Joubert)
- 1931 : Un 2e acte pour La Fille du régiment de Donizetti (Joubert).
- Scandale mondain, pièce mimée de Camille de Morlhon (1869-1952) au Casino de Paris.
- La Sicilienne
- Souvenir de Christiana ouverture pour orchestre
- Folies d’Amour (valse)
- Panis Angelicus de la Messe solennelle dite « des Saints », pour soprano et chœur (1896)
- Un peu beaucoup passionnément (valse)
- Sous la forêt brune
- Revivons l’amour (valse)
- Naturalist (Polka)
- Larmes d’amour
- Villanelle pour piano (Ricordi)
- 10 Pièces pour Orgue : Prélude - Prière - Offertoire - Pièce en Forme de Canon - Prélude et Choral - Caprice - Pastorale - Final - Interlude - Grand Chœur (Cranz & Co.).